# Dohrniphora apicinebula
Dohrniphora apicinebula är en tvåvingeart som beskrevs av Rudolf Beyer 1958. Dohrniphora apicinebula ingår i släktet Dohrniphora och familjen puckelflugor.
Artens utbredningsområde är Burma. Inga underarter finns listade i Catalogue of Life.